# Zarandż
Zarandż (perski/paszto/beludżi زرنج)– miasto w południowo-zachodnim Afganistanie, przy granicy z Iranem (znajduje się także przy przejściu granicznym). Jest stolicą prowincji Nimruz. Populacja wyniosła w 2015 roku ok. 160 000 mieszkańców.